# Sugawara no Michizane

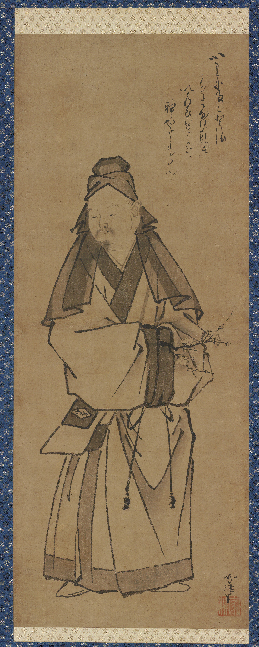
Tenjin (Michizane) indo para a China, no final do século XV, por Sesshin, período Muromachi, tinta no papel, cortesia do Instituto Smithsonian

Sugawara no Michizane (菅原道真, 1º de agosto de 845 – 26 de março de 903), também conhecido como Kan Shōjō (菅丞相) ou Kanke (菅家), foi um estudioso, poeta e político do período Heian do Japão. Ele é considerado um excelente poeta, particularmente na poesia chinesa, e hoje é reverenciado como o deus do aprendizado Tenman-Tenjin (天満天神, frequentemente abreviado para Tenjin).

## Biografia
Ele nasceu em uma família de estudiosos, que levavam o título hereditário de Ason (朝臣), que antecedeu o sistema Ritsuryō e seu ranking de membros da Corte. Seu avô, Sugawara no Kiyotomo, serviu à corte, ensinando história na escola nacional para futuros burocratas, conseguindo alcançar o 3º nível. Seu pai, Sugawara no Koreyoshi, começou uma escola privada em sua mansão em ensinou estudantes que se preparavam para o exame de admissão para a escolha nacional ou que tinham ambições de serem oficiais da corte, incluindo seu próprio filho Michizane.
Michizane passou no exame de admissão e entrou na Daigaku, como a academia nacional era chamada na época. Após a gradução, ele começou sua carreira na corte como um acadêmico com seis níveis acima em 870. Seu nível coincidia com seu papel inicialmente como um oficial menor da burocracia da Corte sob o Ministério de Assuntos Civis. Em 874, Michizane tinha atingido o quinto nível (seu pai, o quarto nível) e serviu brevemente sob o Ministério da Guerra antes de ser transferido para um cargo mais desejável no Ministério dos Assuntos Populares. Seu treinamento e habilidade com a língua clássica chinesa e literatura deram a ele muitas oportunidades para elaborar editas e correspondências para os oficiais da Corte, além de suas funções domésticas. Registros mostram que nesta época ele compôs três petições para Fujiwara no Yoshifusa bem como o Imperador. Michizane também participou da recepção das delegações do Reino de Balhae, no qual a habilidade de Michizane com o chinês novamente se provou útil no intercâmbio diplomático e poético. Em 877, ele foi indicado ao Ministério do Cerimonial, que lhe permitiu gerir questões educacionais e intelectuais mais do que antes.
Além de seus trabalhos na corte, ele administrava a escola que seu pai fundou, a Kanke Rōka (菅家 廊下, lit. "Salão da Família Sugawara"). Em 877, ele também foi promovido para professor de literatura na academia. Mais tarde, ele também foi indicado para o Doutorado de Literatura (文章博士, monjō hakushi), o mais alto cargo de professor na Daigaku. Este cargo foi considerado o de mais alta honra que um historiador poderia receber.
Em 886, Sugawara foi indicado para ser o governador da província de Sanuki. Pesquisas modernas mostram que muitos burocratas na Corte, se eles não tinham cacife suficiente, eram nomeados pelo menos por um período para uma província distante, e Michizane não foi exceção. Durante seu mandato de quatro anos na província, a poesia informal de Michizane aumentou, e até 26% de sua poesia ainda existente foi composta nesse curto espaço de tempo. Entre suas atribuições, com base em registros limitados, estava visitar a província, recomendar indivíduos para a Corte e punir quando necessário. Em 887, Michizane teve de peticionar aos Budas e kamis xintoístas para ajudarem a aliviar a seca na época. Registro da época indicam que o período de Michizane como governador teve um resultado apenas mediano.
Enquanto servia como governador, um conflito político surgiu entre o Imperador Uda e Fujiwara no Mototsune chamado de Incidente Akō (阿衡事件, akō jiken) em 888 sobre o papel incerto de Mototsune na Corte após a ascensão do Imperador Uda. Michizane, defendendo os acadêmicos da corte, enviou uma carta de censura para Mototsune, ganhando o favor do Imperador Uda. Com seu período como governador encerrado em 890, Michizane retornou à Corte em Quioto. Nas lutas do Imperador Uda para restaurar o poder para a Família Imperial e tirar dos Fujiwara, vários oficiais que não os das famílias Fujiwara foram promovidos para posições chaves, incluindo ramificações imperiais na família Minamoto e Sugawara no Michizae. Em uma rápida série de promoções começando em 891, Michizane subiu para a terceira posição em 897. De acordo com um documento assinado por Michizane em 894, ele já possuía os seguintes postos na Corte:
- Embaixador na Dinastia Tang;
- Consultor;
- Investigador Assistente dos Registros dos Oficiais;
- Quarto nível do escalão inferior;
- Controlador Maior da Esquerda;
- Ministro Adjunto Senior Supranumerário do Cerimonial;
- Mestre Assistente da Casa da Coroa do Príncipe (mais tarde Imperador Daigo).

Ele foi indicado para embaixador na China na década de 890, mas ao invés disso, veio a apoiar a abolição das embaixadas imperiais na China em 894, teoricamente em consideração à recusa da Dinastia Tang. Um potencial motivo oculto pode ter sido a ignorância quase total de Michizane sobre o chinês falado; a maior dos japoneses na época apenas liam em chinês e sabiam pouco ou nada sobre a língua falada. Michizane, como o embaixador nomeado para a China, teria sido prejudicado se fosse forçado a depender de um intérprete. Em 899 foi promovido a Udaijin.
Com a abdicação do Imperador Uda, a posição de Michizane tornou-se cada vez mais vulnerável. Em 901, através de manobras políticas de seu rival, Fujiwara no Tokihira, Michizane foi rebaixado para Shitōkan (四等官, Vice-rei de Dazaifu). Após sua morte solitária, pragas e secas se espalharam e os filhos do Imperador Daigo morreram sucessivamente. O Grande Salão de Audiências do Palácio (shishinden) foi atingido repetidas vezes por trovões, e a cidade experimentou semanas de tempestades e enchentes. Atribuindo isto ao espírito raivoso do exilado Sugawara, a corte imperial construiu um templo xintoísta chamado de Kitano Tenman-gū em Quioto, dedicando-o a ele. Eles postumamente restauraram seu título e seu cargo, e tiraram dos registros qualquer menção ao seu exílio. Mesmo isto não foi suficiente, e 70 anos depois de Sugawara foi deificado como Tenjin-sama, ou kami da erudição. Hoje, muitos templos xintoístas no Japão são dedicados a ele.
O Imperador Uda parou a prática de enviar embaixadores para a China. A tomada de decisão do imperador era informada pelo que ele entendia como um conselho persuasivo de Sugawara Michizane.

## Poesia
Michizane tinha um talento excepcional para a poesia tanto para o kanshi (poesia chinesa) quanto para o  waka (poesia japonesa).
Seu interesse primário era o kanshi, pois naqueles dias a imersão na cultura chinesa era considerada como uma prova de refinamento e erudição. Como sua excelência no kanshi era bem conhecida na Corte, o Imperador Daigo lhe sugeriu compilar seus poemas chineses e, portanto, ele publicou Kanke Bunsō (菅家文草, , literalmente "a poesia chinesa da Casa de Sugawara") e o dedicou ao imperador em 900. Mesmo após seu rebaixamento para Vice-Governador de Dazaifu, ele continuou a trabalhar com o kanshi e os compilou no Kanke Kōshū (菅家後集, , literalmente "a antologia posterior da Casa de Sugawara")) em 903, pouco antes de sua morte.
Não apenas pelo kanshi, ele foi reconhecido, mas também era considerado um dos maiores poetas do waka da história, visto que um de seus wakas foi republicado em Hyakunin Isshu, uma coletânea clássica dos 100 melhores wakas até o século XIII:

このたびは　幣もとりあへず　手向山
     紅葉の錦　神のまにまに

kono tabi wa / nusa mo toriaezu / tamuke yama / momiji no nishiki / kami no mani mani
Como eu estou ocupado nesta viagem, esta vez eu não pude preparar o Ōnusa  para oferecer. Ao invés disso, eu ofereço essas folhas de outono do Monte Tamuke tão belas quanto a seda. Muitos deuses aceitam minha oferenda.
(Kokin Wakashū 9:420, Ogura Hyakunin Isshu 24.)

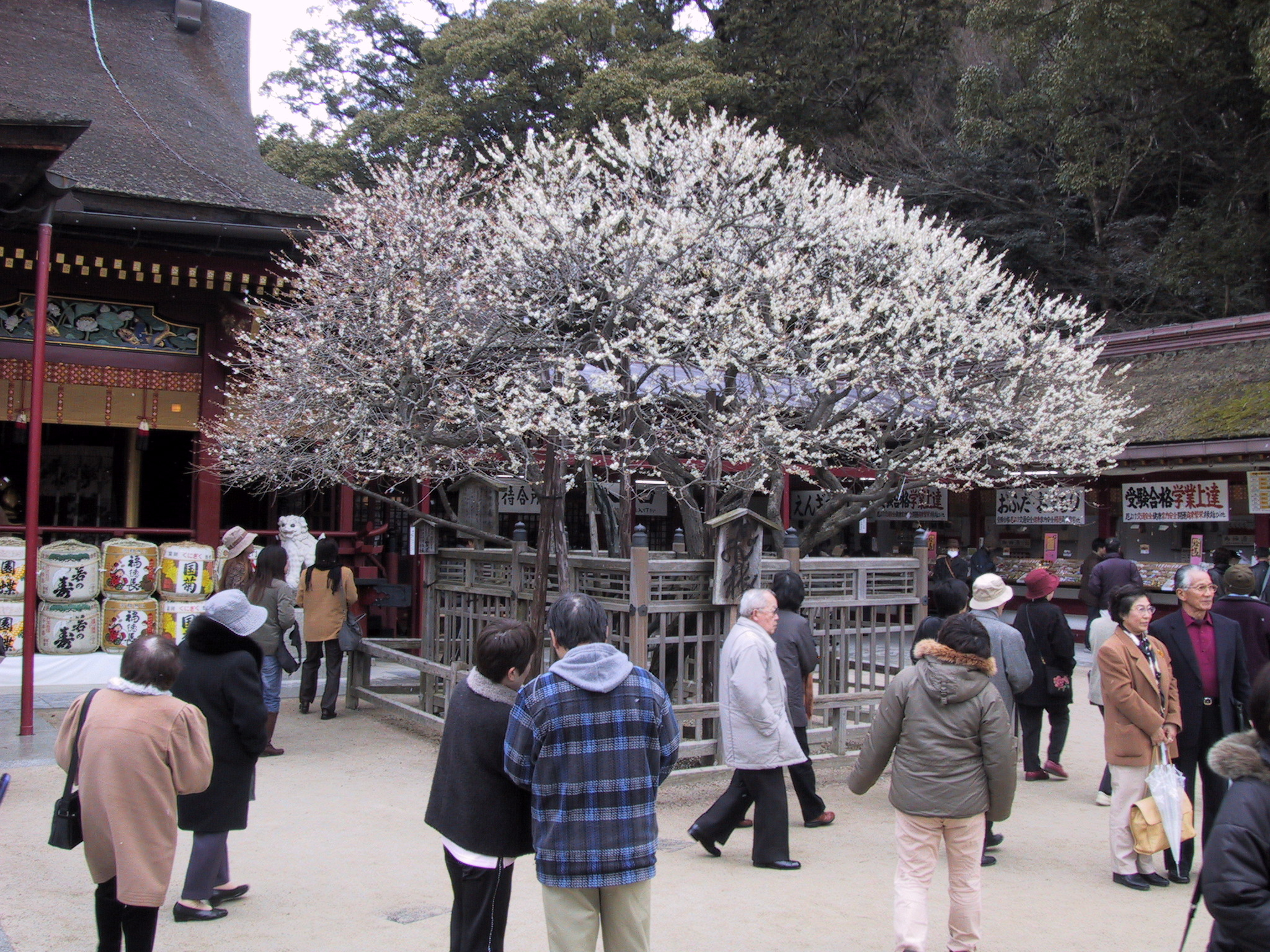
tobi-ume ou "ameixeira voadora" no Dazaifu Tenman-gū

Outro de seus wakas famosos é um poema escrito em 901, pouco antes de ele deixar Quioto para ir para Daizafu quando foi rebaixado. Ele sentiu uma profunda tristeza por ele nunca mais ver sua preciosa ameixeira em sua residência em Quioto novamente, então ele falou carinhosamente para ela:

東風吹かば　にほひをこせよ　梅花
     主なしとて　春を忘るな

kochi fukaba / nioi okose yo / ume no hana / aruji nashi tote / haru o wasuru na
Quando o vento do leste sopra, floresce em plena floração, você, flores de ameixa! Embora você tenha perdido seu mestre, não seja indiferente à primavera. 
(Shūi Wakashū 16:1006 )

Uma lenda romântica fala que a ameixeira gostava tanto de seu mestre que ela no final voou para Dazaifu e que a árvore passou a ser conhecida como tobi-ume (飛梅, a ameixeira voadora) no Dazaifu Tenman-gū' (o templo xintoísta dedicado a seu mestre). Uma lenda mais realista afirma que Michizane ou seu amigo transplantaram sua semente para Dazaifu.
| Precedido por Minamoto no Yoshiari | 37º Udaijin (899 - 901) | Sucedido por Minamoto no Hikaru |